# A.J.ヒンチ
アンドリュー・ジェイ・ヒンチ（Andrew Jay Hinch, 1974年5月15日 - ）は、アメリカ合衆国アイオワ州ブレマー郡ウェイバリー出身の元プロ野球選手（捕手）、監督。右投右打。MLBのアリゾナ・ダイヤモンドバックス及びヒューストン・アストロズの監督を務め、2021年よりデトロイト・タイガースの監督を務める。

## 経歴

### プロ入り前
1992年のMLBドラフト2巡目（全体62位）でシカゴ・ホワイトソックスから指名されたが、契約せずにスタンフォード大学へ進学した。在学中は1993年から4年連続でアメリカ合衆国大学代表入りしており、日米大学野球選手権大会にも4年連続で出場した。
1995年にもMLBドラフト3巡目（全体72位）でミネソタ・ツインズから指名されたが、契約しなかった。

### 現役時代
1996年のMLBドラフト3巡目（全体75位）でオークランド・アスレチックスから指名され、プロ入り。契約後、アトランタオリンピックの野球アメリカ合衆国代表として出場し、銅メダルを獲得した。
1998年4月1日、ボストン・レッドソックスとのシーズン開幕戦でメジャーデビュー。アスレチックスには2000年まで在籍した。その後、カンザスシティ・ロイヤルズ、デトロイト・タイガース、フィラデルフィア・フィリーズと渡り歩き、2005年シーズン終了後に現役を引退した。

### 引退後
2006年からアリゾナ・ダイヤモンドバックスのマイナー組織でディレクターを務めた後、2009年5月8日にボブ・メルビンの後任として監督となった。34歳357日での監督就任はエリック・ウェッジが2002年10月29日に34歳275日で就任して以来の若さだった。2年務めたがチーム成績は伸び悩み、2010年7月1日に解任された。
2010年9月よりサンディエゴ・パドレスで球団副社長、GM補佐を務める。2014年6月22日にGMだったジョシュ・バーンズの解任に伴い、元ニューヨーク・メッツGMのオマー・ミナヤらと共に代行を務めることになった。
2014年9月29日、2015年シーズンよりヒューストン・アストロズの監督に就任することが発表された。
2015年にチームは10年ぶりとなるポストシーズン進出を果たす。2017年には球団史上初のワールドシリーズ制覇に導いた。
2018年は2年連続でシーズン100勝に達したが、リーグチャンピオンシップシリーズで前年にアストロズのベンチコーチを務めたアレックス・コーラが監督として率いるレッドソックスに敗れた。オフに2022年までの4年間の契約延長に合意した。2019年も地区優勝し、ワールドシリーズまで進出したが、ワシントン・ナショナルズに敗れた。
2020年1月13日、ヒューストン・アストロズのサイン盗み問題によりコミッショナーのロブ・マンフレッドから2020年シーズンの1年間出場停止処分が下り、これを受けたアストロズのオーナーであるジム・クレインから監督解任の措置を受けた。ただ、主導的人物のコーラと異なりヒンチ個人はサイン盗みには反対の立場であったとのことであり、バットでサイン盗み用のモニターを数回に渡って破壊するなどサイン盗み体制への抵抗を図ったこともある。
その後、10月30日に2021年シーズンよりタイガースの監督に就任することが発表された。

## 詳細情報

### 年度別打撃成績
| 年 度    | 球 団    | 試 合 | 打 席 | 打 数 | 得 点 | 安 打 | 二 塁 打 | 三 塁 打 | 本 塁 打 | 塁 打 | 打 点 | 盗 塁 | 盗 塁 死 | 犠 打 | 犠 飛 | 四 球 | 敬 遠 | 死 球 | 三 振 | 併 殺 打 | 打 率 | 出 塁 率 | 長 打 率 | O P S |
| -------- | -------- | ----- | ----- | ----- | ----- | ----- | -------- | -------- | -------- | ----- | ----- | ----- | -------- | ----- | ----- | ----- | ----- | ----- | ----- | -------- | ----- | -------- | -------- | ----- |
| 1998     | OAK      | 120   | 391   | 337   | 34    | 78    | 10       | 0        | 9        | 115   | 35    | 3     | 0        | 13    | 7     | 30    | 0     | 4     | 89    | 6        | .231  | .296     | .341     | .638  |
| 1999     | OAK      | 76    | 228   | 205   | 26    | 44    | 4        | 1        | 7        | 71    | 24    | 6     | 2        | 9     | 1     | 11    | 0     | 2     | 41    | 3        | .215  | .260     | .346     | .607  |
| 2000     | OAK      | 6     | 9     | 8     | 1     | 2     | 0        | 0        | 0        | 2     | 0     | 0     | 0        | 0     | 0     | 1     | 0     | 0     | 1     | 0        | .250  | .333     | .250     | .583  |
| 2001     | KC       | 45    | 134   | 121   | 10    | 19    | 3        | 0        | 6        | 40    | 15    | 1     | 1        | 1     | 1     | 8     | 1     | 3     | 26    | 5        | .157  | .226     | .331     | .556  |
| 2002     | KC       | 72    | 220   | 197   | 25    | 49    | 7        | 1        | 7        | 79    | 27    | 3     | 3        | 2     | 0     | 18    | 0     | 3     | 35    | 2        | .249  | .321     | .401     | .722  |
| 2003     | DET      | 27    | 82    | 74    | 7     | 15    | 3        | 1        | 3        | 29    | 11    | 0     | 0        | 1     | 2     | 3     | 0     | 2     | 18    | 3        | .203  | .247     | .392     | .639  |
| 2004     | PHI      | 4     | 11    | 11    | 1     | 2     | 1        | 0        | 0        | 3     | 0     | 0     | 0        | 0     | 0     | 0     | 0     | 0     | 4     | 0        | .182  | .182     | .273     | .455  |
| MLB：7年 | MLB：7年 | 350   | 1075  | 953   | 104   | 209   | 28       | 3        | 32       | 339   | 112   | 13    | 6        | 26    | 11    | 71    | 1     | 14    | 214   | 19       | .219  | .280     | .356     | .636  |

### 年度別守備成績
| 年 度 | 球 団 | 捕手（C） | 捕手（C） | 捕手（C） | 捕手（C） | 捕手（C） | 捕手（C） | 捕手（C） | 捕手（C） | 捕手（C） | 捕手（C） | 捕手（C） |
| 年 度 | 球 団 | 試 合     | 刺 殺     | 補 殺     | 失 策     | 併 殺     | 守 備 率  | 捕 逸     | 企 図 数  | 許 盗 塁  | 盗 塁 刺  | 阻 止 率  |
| ----- | ----- | --------- | --------- | --------- | --------- | --------- | --------- | --------- | --------- | --------- | --------- | --------- |
| 1998  | OAK   | 118       | 602       | 47        | 9         | 8         | .986      | 8         | 103       | 68        | 35        | .340      |
| 1999  | OAK   | 73        | 368       | 26        | 5         | 4         | .987      | 10        | 57        | 42        | 15        | .263      |
| 2000  | OAK   | 5         | 9         | 0         | 1         | 0         | .900      | 0         | 2         | 1         | 1         | .500      |
| 2001  | KC    | 43        | 220       | 14        | 3         | 2         | .987      | 4         | 29        | 22        | 7         | .241      |
| 2002  | KC    | 68        | 349       | 23        | 4         | 2         | .989      | 2         | 48        | 39        | 9         | .188      |
| 2003  | DET   | 27        | 110       | 6         | 2         | 0         | .983      | 2         | 26        | 23        | 3         | .115      |
| 2004  | PHI   | 4         | 14        | 5         | 0         | 0         | 1.000     | 0         | 3         | 1         | 2         | .667      |
| MLB   | MLB   | 338       | 1672      | 121       | 24        | 16        | .987      | 26        | 268       | 196       | 72        | .269      |

- 各年度の太字はリーグ最高

### 背番号
- 23（1998年 - 2000年）
- 7（2001年 - 2002年、2009年 - 2010年）
- 40（2003年）
- 2（2004年）
- 14（2015年 - 2019年、2021年 - ）

### 代表歴
- 第22 - 25回日米大学野球選手権大会 アメリカ合衆国代表（1993年 - 1996年）
- 1996年アトランタオリンピックの野球競技・アメリカ合衆国代表